# Heterixalus alboguttatus
Heterixalus alboguttatus är en groddjursart som först beskrevs av George Albert Boulenger 1882.  Heterixalus alboguttatus ingår i släktet Heterixalus och familjen gräsgrodor. IUCN kategoriserar arten globalt som livskraftig. Inga underarter finns listade i Catalogue of Life.